# Dolmen du Bois de la Pidoucière

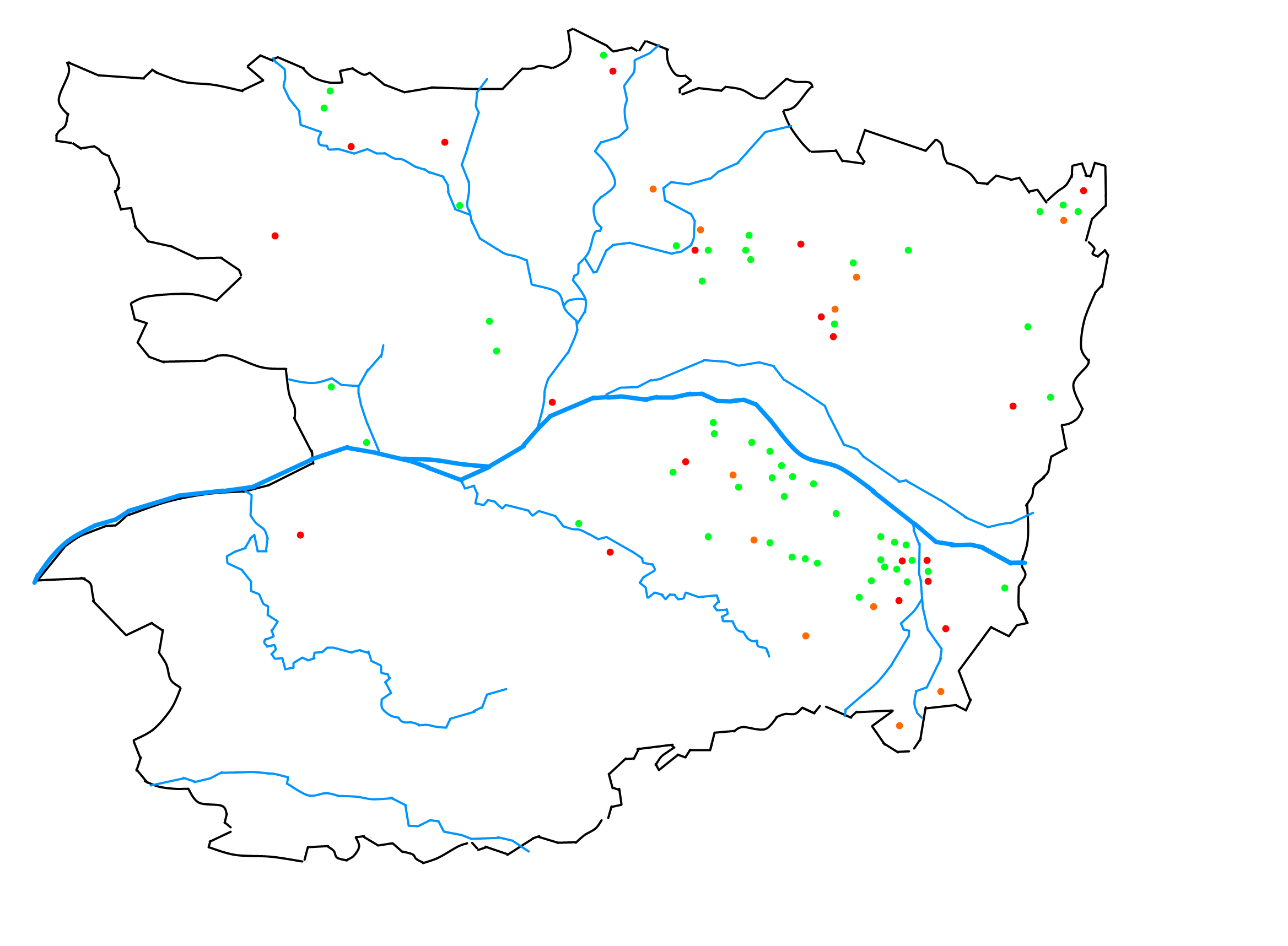
Verbreitungskarte von Dolmen in Maine-et-Loire – grün sind erhaltene Anlagen

Der Dolmen du Bois de la Pidoucière (auch Pierre Couverte, Filoussière oder Morellière genannt) liegt in einem Wald nahe der Straße D 137, südöstlich von Corzé im Département Maine-et-Loire in Frankreich. Dolmen ist in Frankreich der Oberbegriff für Megalithanlagen aller Art (siehe: Französische Nomenklatur).

## Beschreibung
Der kleine Dolmen vom Typ angevin (auch Loire-Typ genannt), mit vorgebautem Portal ist seit 1984 als Monument historique registriert. Der leicht seitlich verschobene Dolmen aus Sandstein ist ein perfekter Dolmen vom Typ angevin mit einem Eingangsportal aus zwei Säulen und einer Platte. Ursprünglich waren es zwei Platten. Die rechteckige Kammer wird von einem einzigen Deckstein bedeckt. Die Blöcke rund um den Dolmen sind wahrscheinlich die Überreste eines Randsteinkreises.